# Drama (Shindy-Album)
Drama ist das vierte Studioalbum des deutschen Rappers Shindy. Es erschien am 12. Juli 2019 über sein Label Friends with Money, der Vertrieb erfolgte über Sony Music.

## Hintergrund

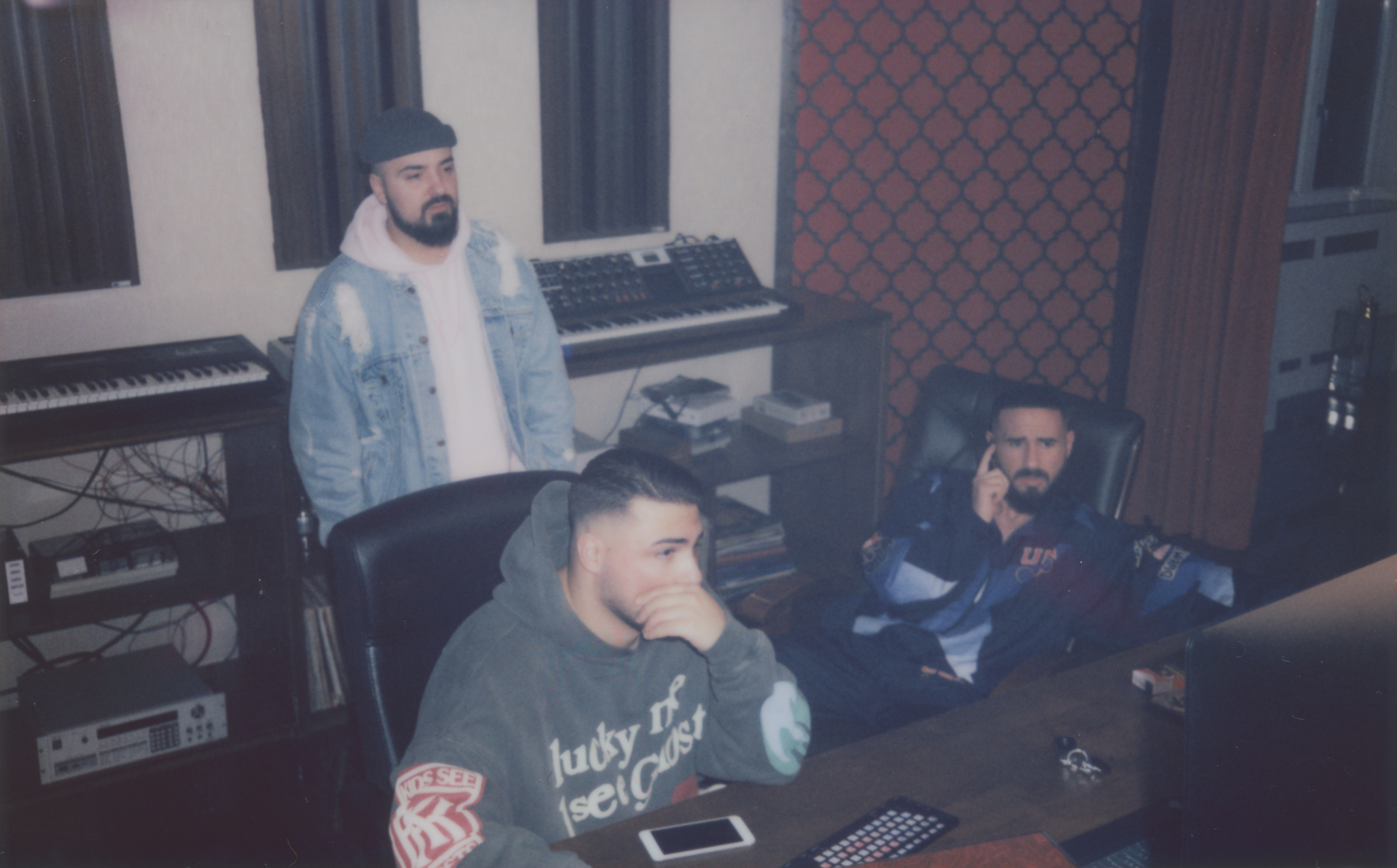
Shindy, OZ und Nico Chiara im Studio

Dem Album voraus ging Shindys Trennung von Bushidos Label Ersguterjunge, der auf einem Streit zwischen Bushido und dem Clanchef Arafat Abou-Chaker beruht. Im Zuge dieses Streits, der medienwirksam ausgetragen wurde, waren alle Verträge zwischen Ersguterjunge und den dort unter Vertrag stehenden Künstlern Gegenstand verschiedener Spekulationen. Letztlich entschied sich Shindy nicht für eine weitere Zusammenarbeit mit einer der beiden Parteien, sondern gründete zusammen mit seinem Geschäftspartner Alexander Klöpfer sein eigenes Label mit dem Namen Friends with Money.
Am 11. Januar 2019 erschien mit DODI die erste Single über das neue Label, die direkt auf Platz 1 der deutschen, österreichischen und schweizerischen Singlecharts einstieg. Es war Shindys erstes musikalisches Lebenszeichen seit 2016, als das Vorgängeralbum Dreams erschienen war. Mit Affalterbach, Nautilus und EFH folgten zwischen März und Juni 2019 drei weitere Singleauskopplungen.
Drama sollte ursprünglich am 10. Mai 2019 erscheinen, die Arbeiten am Album dauerten jedoch an, sodass der Veröffentlichungstermin Mitte April um zwei Monate nach hinten verschoben wurde. Das Album erschien schließlich am 12. Juni 2019.
Das Album wurde von Shindy selbst, dem Schweizer Produzenten OZ und Nico Chiara in Shindys Studio in Bietigheim-Bissingen produziert.

## Musikstil
Das Album ist im Wesentlichen geprägt durch die Produktion von Nico Chiara und OZ. Musikalisch handelt es sich um eine deutsche Interpretation des US-Raps der 1990er Jahre, wie er für Shindy typisch ist. Das Album enthält drei Interludes im Hörspiel-Stil, die Shindys Arroganz persiflieren. Vom textlichen Inhalt handelt es sich ebenfalls um ein typisches Shindy-Album, das vor allem im Angeber-Stil gehalten ist und in dem Shindy arrogant über ihn bewegende Themen, insbesondere Luxusartikel, spricht und andere Rapper abwertet. Dabei werden allerdings auch Hommagen an Rapper wie Massive Töne und Torch sowie diverse US-Rapper eingebaut, die so im Deutschrap nicht alltäglich sind. Den Beef mit Bushido und Arafat macht Shindy auf dem Album nicht zum Hauptthema. Er erwähnt die beiden nicht namentlich, spielt aber auf die Situation mit ein paar wenigen Versen an.

## Covergestaltung
Auf dem Albumcover ist eine Szene aus dem Musikvideo der Single DODI zu sehen. Shindy ist dabei in einem weißen Pelzmantel und einer Champagnerflasche abgebildet. Dabei wurde noch ein violett-blauer Filter über das Bild gelegt.

## Gastbeiträge
Auf der ersten Version der Single Affalterbach, die am 22. März 2019 veröffentlicht wurde, war ursprünglich Shirin David als Hooksängerin zu hören. Shindy veröffentlichte die Single jedoch ohne ihre Zustimmung, weshalb David das Lied auf allen Plattformen sperren ließ. Das Lied war zwar ursprünglich als Kollaboration geplant, Shirin David wollte jedoch nicht mehr, dass das Lied mit ihrer Hook veröffentlicht wird, nachdem sie und Shindy sich nicht auf die Gestaltung des Musikvideos einigen konnten. Nach der Sperrung wurde eine überarbeitete Version des Songs mit einer anderen Hooksängerin veröffentlicht.
Bei der Erstveröffentlichung von Drama war somit kein Gastbeitrag vorhanden. Im Jahr 2021 wurde der Streit zwischen Shirin David und Shindy jedoch beigelegt und die ursprüngliche Version von Affalterbach wieder veröffentlicht, bei der diesmal Shirin David im Titel als Feature genannt wird.

## Titelliste
| Nr. | Titel                             | Produzent(en)                      | Länge |
| --- | --------------------------------- | ---------------------------------- | ----- |
| 1.  | Bietigheim Sunshine               | Shindy, OZ, Nico Chiara            | 2:48  |
| 2.  | EFH                               | Shindy, OZ, Nico Chiara            | 3:01  |
| 3.  | Babyblau                          | Shindy, OZ, Nico Chiara            | 2:38  |
| 4.  | DODI                              | Shindy, OZ, Nico Chiara            | 3:03  |
| 5.  | Oud Interlude                     | Shindy, OZ, Nico Chiara            | 3:10  |
| 6.  | Raffaello                         | Shindy, OZ, Nico Chiara            | 3:58  |
| 7.  | Affalterbach (feat. Shirin David) | Shindy, OZ, Nico Chiara            | 2:54  |
| 8.  | Honigtopf                         | Shindy, OZ, Nico Chiara            | 2:50  |
| 9.  | Playerhater Interlude             | Shindy, OZ, Nico Chiara            | 1:12  |
| 10. | Nautilus                          | Shindy, OZ, Nico Chiara            | 3:04  |
| 11. | Babygirl                          | Shindy, OZ, Nico Chiara, AgaJon    | 2:51  |
| 12. | Drama                             | Shindy, OZ, Nico Chiara            | 2:56  |
| 13. | MMM                               | Shindy, OZ, Nico Chiara            | 2:16  |
| 14. | Shoot                             | Shindy, OZ, Nico Chiara            | 3:01  |
| 15. | Rapsuperstar Interlude            | Shindy, OZ, Nico Chiara            | 1:38  |
| 16. | Rapsuperstar                      | Shindy, OZ, Nico Chiara, Yung Moji | 3:35  |

## Singleauskopplungen
Vor der Veröffentlichung des Albums wurden fünf Titel als Singles veröffentlicht. Alle erreichten dabei eine Top-10-Platzierung in den deutschen Singlecharts sowie in den österreichischen Singlecharts. In Der Schweiz erreichten vier Singles die Top 10, während EFH auf Position 16 chartete. Die erfolgreichste Singleauskopplung war DODI, die in allen drei Ländern Platz 1 erreichte.
Charterfolge in den Singlecharts

| Jahr | Titel Album               | Höchstplatzierung, Gesamtwochen, AuszeichnungChartplatzierungen (Jahr, Titel, Album, Platzierungen, Wochen, Auszeichnungen, Anmerkungen) | Höchstplatzierung, Gesamtwochen, AuszeichnungChartplatzierungen (Jahr, Titel, Album, Platzierungen, Wochen, Auszeichnungen, Anmerkungen) | Höchstplatzierung, Gesamtwochen, AuszeichnungChartplatzierungen (Jahr, Titel, Album, Platzierungen, Wochen, Auszeichnungen, Anmerkungen) | Anmerkungen                                            |
| Jahr | Titel Album               | DE | AT | CH | Anmerkungen                                            |
| --- | ------------------------- | --- | --- | --- | ------------------------------------------------------ |
| 2019 | DODI Drama                | DE1 Gold · (16 Wo.)DE | AT1 (11 Wo.)AT | CH1 (10 Wo.)CH | Erstveröffentlichung: 11. Januar 2019                  |
| 2019 | Affalterbach Drama        | DE3 Gold · (18 Wo.)DE | AT3 (11 Wo.)AT | CH10 (8 Wo.)CH | Erstveröffentlichung: 22. März 2019 feat. Shirin David |
| 2019 | Nautilus Drama            | DE2 Platin · (15 Wo.)DE | AT2 (11 Wo.)AT | CH2 (8 Wo.)CH | Erstveröffentlichung: 10. Mai 2019                     |
| 2019 | EFH Drama                 | DE8 (5 Wo.)DE | AT9 (2 Wo.)AT | CH16 (2 Wo.)CH | Erstveröffentlichung: 21. Juni 2019                    |
| 2019 | Raffaello Drama           | DE4 (5 Wo.)DE | AT8 (4 Wo.)AT | CH9 (4 Wo.)CH | Erstveröffentlichung: 12. Juli 2019                    |
| Folgende Lieder erschienen nicht als Single, wurden aber durch das Album zum Download und Streaming bereitgestellt und konnten somit eine Platzierung erlangen: |                           | | | |                                                        |
| |                           | | | |                                                        |
| 2019 | Babygirl Drama            | DE18 Gold · (4 Wo.)DE | AT21 (2 Wo.)AT | CH21 (2 Wo.)CH | Charteinstieg: 19. Juli 2019                           |
| 2019 | Babyblau Drama            | DE19 (3 Wo.)DE | AT24 (1 Wo.)AT | CH27 (1 Wo.)CH | Charteinstieg: 19. Juli 2019                           |
| 2019 | Drama                     | DE27 (2 Wo.)DE | — | — | Charteinstieg: 19. Juli 2019                           |
| 2019 | Rapsuperstar Drama        | DE28 (2 Wo.)DE | — | — | Charteinstieg: 19. Juli 2019                           |
| 2019 | Bietigheim Sunshine Drama | DE30 (1 Wo.)DE | — | — | Charteinstieg: 19. Juli 2019                           |
| 2019 | Honigtopf Drama           | DE32 (1 Wo.)DE | — | — | Charteinstieg: 19. Juli 2019                           |
| 2019 | MMM Drama                 | DE37 (1 Wo.)DE | — | — | Charteinstieg: 19. Juli 2019                           |
| 2019 | Shoot Drama               | DE43 (1 Wo.)DE | — | — | Charteinstieg: 19. Juli 2019                           |
| 2019 | Oud Interlude Drama       | DE98 (1 Wo.)DE | — | — | Charteinstieg: 19. Juli 2019                           |

## Rezeption
Drama bekam in der Fachpresse stark gemischte Kritiken. Bei Laut.de erhielt das Album drei von fünf möglichen Sternen. Redakteur Robin Schmidt zog ein positives Fazit: „Auch wenn zehn straighte Tracks gereicht hätten, ist Drama durchaus gelungen. Allein Affalterbach und Nautilus sind Hip Hop pur. (…) Welcome back, Mister Arroganz!“
Florian Peking vom Online-Magazin MZEE sah das Album aus einem gemischten Blickwinkel und resümierte: „Drama hält nicht wirklich, was der Titel verspricht. Shindy liefert wie schon bei vorherigen Releases eine bewusst oberflächliche Platte, die vor allem mit ihrem Sound punktet. Das ist zwar über weite Strecken unterhaltsam, unterwirft die Songs aber einer gewissen Beliebigkeit. Denn Shindys großkotziges Statussymbol-Geplänkel ist letztlich schnell auserzählt.“
In der Zeitschrift Juice wurde das Album im Rahmen der Rubrik „Battle of the Ear“ von zwei Redakteuren rezensiert. Während Oliver Marquart dem Album viereinhalb von sechs möglichen Kronen gab, bewertete Kilian Peters das Album mit zwei Kronen eher negativ. Oliver Marquart schrieb:

„Drama lebt nicht davon, dass Shindy ein Typ mit Ecken und Kanten wäre. Er setzt seine Vision als Rapper und (Mit-)Produzent inzwischen extrem schlüssig und geschmackvoll um. Dazu gehören die vielen kleinen Anspielungen und Mini-Hommagen an Deutschrap (Torch, Massive Töne) wie US-Rap (50 Cent, Fabolous, Dr. Dre). Wären die drei Interludes verzichtbar gewesen? Sicher. Ist Honigtopf weniger sexy als vielmehr ziemlich schmierig? Klar. Abgesehen von diesen Wermutströpfchen aber steht da ein rundes, gelungenes Album, das mit viel Liebe fürs Detail aufgenommen wurde. Und das ist dann auch einfach mal gut.“

Dagegen meinte Kilian Peters:

„Wenngleich das hier handwerklich auf Topniveau durchgezogen wird, wirkt das Ganze nach hinten raus doch arg ideenlos. (…) Der andere Fehler von Drama liegt auf inhaltlicher Ebene. Denn der eigentlich clevere Gedanke, das biedere Schwabylon als Herz des bundesdeutschen Kapitals zu stilisieren (…) und damit die Bossaura in der Wiege zu haben, funktioniert nur so lange, wie Shindy im trauten Bietigheim bleibt. Jenseits des Spätzleäquators spricht es sämtlichen Rappern, die vom sozialen Aufstieg sprechen, die Existenzberechtigung ab. Shindys zelebriertes Spießertum sabotiert damit den Grundgedanken von HipHop, ohne es selbst zu bemerken.“

Zerrissen wurde das Album von Thomas Kiebl im österreichischen Magazin The Message. Nicht nur wurden die Hörspiel-Skits als „schlichtweg peinlich“ bezeichnet, auch wird an Shindys Image gekratzt, in dem ihm einige Kunstfehler im Bereich der von ihm beschriebenen Luxusartikel nachgewiesen werden. Seine Versuche, Sex in Liedern wie Mmm und Honigtopf zu beschreiben, wurden als „weit unter dem ästhetischen Anspruch, den Shindy für sich reklamiert“ bezeichnet. Das Ganze kulminierte in dem Fazit:

„Die Labelheimat ist neu, Bietigheim-Bissingen wieder die Homebase, sonst hat sich bei Shindy wenig getan. Abseits der peinlichen Skits sind die Sex-Tracks das größte Übel. Beim Rest mangelt es Shindy an Attitüde, um den beschworenen dekadenten Lifestyle wirklich glaubhaft zu transportieren. Das verwaschene Soundbild ist ihm auch keine Hilfe. Ein paar gute Lines bietet Drama. Viel länger als die Spieldauer des Shindy-Parts auf Finale wir kommen wird das Album jedoch nicht in Erinnerung bleiben. Das wären immerhin stolze 11 Sekunden. Olé.“

## Kommerzieller Erfolg

### Chartplatzierungen
Wie auch die drei Vorgängeralben Shindys erreichte Drama Platz eins der deutschen Albumcharts und konnte sich insgesamt 64 Wochen in den Top 100 halten. Zudem belegte das Album den ersten Platz in den deutschen Hip-Hop-Charts und blieb dort drei Wochen auf der Spitzenposition, sowie insgesamt 67 Wochen in den Top 20. In Österreich und der Schweiz erreichte es jeweils Platz zwei der Charts.
In den deutschen Album-Jahrescharts 2019 belegte Drama Platz 27, in Österreich Platz 38 und in der Schweiz Platz 37.
| ChartsChartplatzierungen | Höchstplatzierung | Wochen |
| ------------------------ | ----------------- | ------ |
| Deutschland (GfK)        | 1 (64 Wo.)        | 64     |
| Österreich (Ö3)          | 2 (52 Wo.)        | 52     |
| Schweiz (IFPI)           | 2 (51 Wo.)        | 51     |

| ChartsJahrescharts (2019) | Platzierung |
| ------------------------- | ----------- |
| Deutschland (GfK)         | 27          |
| Österreich (Ö3)           | 38          |
| Schweiz (IFPI)            | 37          |

| ChartsJahrescharts (2020) | Platzierung |
| ------------------------- | ----------- |
| Deutschland (GfK)         | 99          |

### Auszeichnungen für Musikverkäufe
Im April 2021 wurde Drama in Deutschland mit einer Goldenen Schallplatte für über 100.000 verkaufte Einheiten ausgezeichnet.

| Land/Region        | Auszeichnungen für Musikverkäufe (Land/Region, Auszeichnung, Verkäufe) | Verkäufe |
| ------------------ | ---------------------------------------------------------------------- | -------- |
| Deutschland (BVMI) | Gold                                                                   | 100.000  |
| Insgesamt          | 1× Gold ·                                                              | 100.000  |